# 誤認
| ウィキペディアには「誤認」という見出しの百科事典記事はありません（タイトルに「誤認」を含むページの一覧/「誤認」で始まるページの一覧）。 代わりにウィクショナリーのページ「誤認」が役に立つかもしれません。 |